# Joggeln

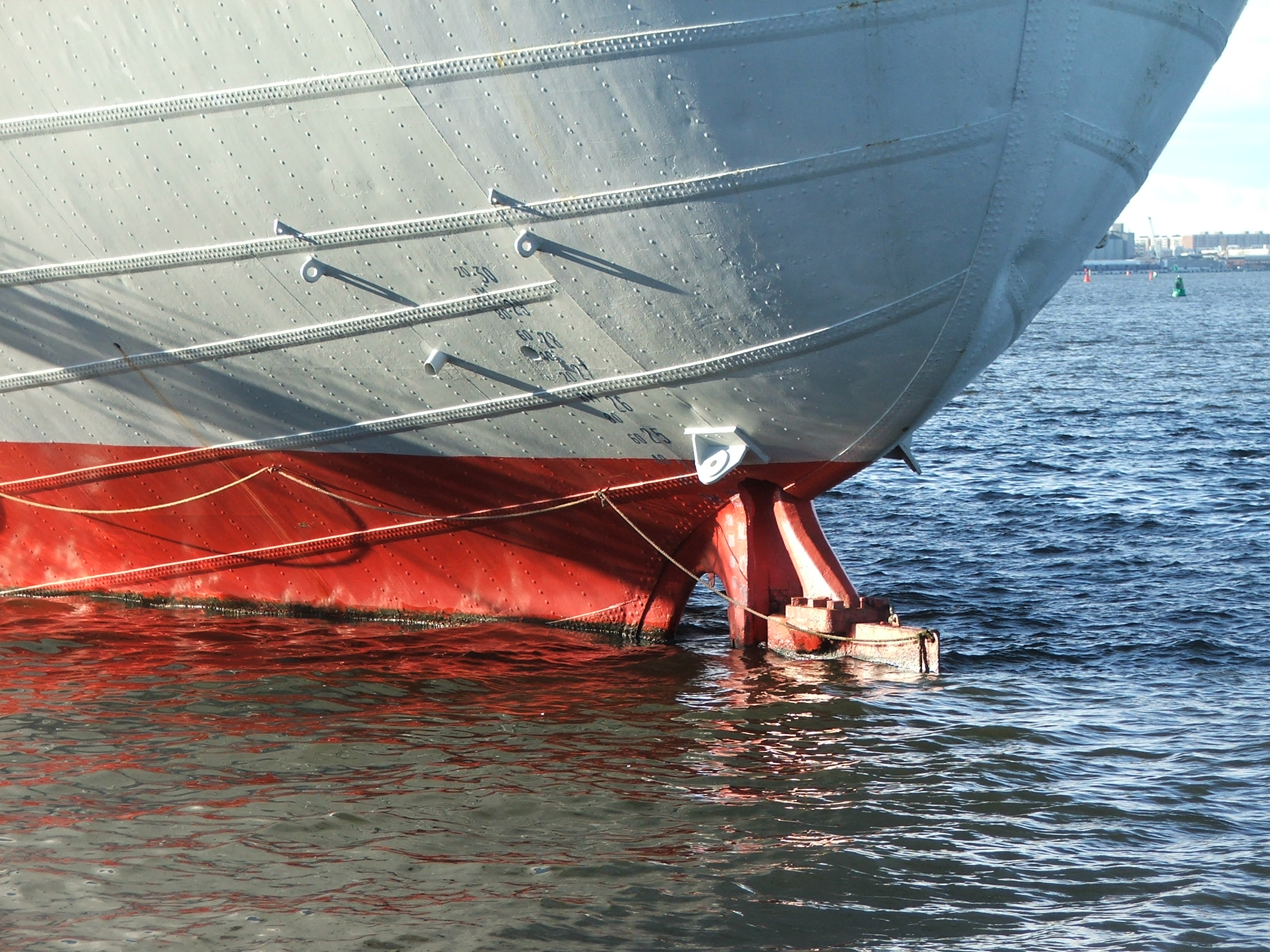
Achterschiff mit genieteter doppelt gejoggelter Außenhautbeplattung

Joggeln ist eine Form der Blechbearbeitung zum Formen von Stahlblechplatten eines genieteten Schiffsrumpfes.

## Einzelheiten
Bis etwa Ende der 1950er Jahre, Anfang der 1960er Jahre wurden zwei Stahlplatten beim Schiffbau im Allgemeinen durch Vernieten verbunden. Dabei war es oft erwünscht, ein Stück überlappend an das andere anzusetzen, so dass auf einer Seite des Plattengangs kein Stoß hervortritt. 
Dazu wurde eine der beiden zu verbindenden Platten doppelt gejoggelt. Die Platte wurde dazu am Rand in der Tiefe der Überlappung etwa um die Dicke der Platte zweimal kurz nebeneinander fast rechtwinklig umgebogen und die Überlappung damit nach hinten abgesetzt. Die zweite Stahlplatte wurde plan in die entstandene Aussparung aufgesetzt und anschließend vernietet.